# SBS M

2011년부터 2022년까지 사용된 이전 로고

SBS M은 대한민국의 음악전문 텔레비전 채널이다.

## 개요
미국의 음악 텔레비전 채널인 MTV의 한국판 채널로 2001년 7월 1일에 개국했고, 니켈로디언과 함께 SBS 미디어넷에 속하게 되어 채널명이 SBS MTV로 변경되었다. SBS MTV는 MTV와 SBS MTV의 프로그램, SBS 플러스의 프로그램으로 편성되었다. 2022년 6월 30일, 파라마운트 인터내셔널 네트웍스가 CJ ENM의 티빙과의 파라마운트+ 제휴로 니켈로디언과 제휴사 같이 종료되었다. 2025년 5월 14일부터 SBS M에 대해 송출이 종료되며, 채널더무비에 인수됨과 동시에 THE M으로 개편되어 있다.

## 채널 이름 및 로고 변천사

### 채널 이름
- 2001년 7월 1일 ~ 2011년 10월 31일: MTV
- 2011년 11월 1일 ~ 2022년 6월 30일: SBS MTV
- 2022년 7월 1일 ~ 2025년 5월 13일: SBS M

## 프로그램

### SBS와 SBS 미디어넷
- SBS 인기가요
- 당신에게 유리한밤 야간개장
- 외식하는 날
- 슈퍼모델 서바이벌

#### SBS MTV
- The Stage Big Pleasure
- SBS MTV POP 20
- SBS MTV K-Pop 20
- The SHOW
- 스쿨 어택 2018
- HITS : K-POP - Non-Stop
- FRESH : POP - Non-Stop
- FRESH : K-POP - Non-Stop
- LIVE 4 U - Non-Stop
- 아이돌 대백과 - Non-Stop
- 소나무의 펫하우스
- #WEPLAY
- 플레이리스트
- 뮤직 아일랜드
- 다이어리
- 아이돌 요리대회
- SBS MTV LIVE
- SBS MTV 탑 초이스 (Local)
- 원더걸스
- 더 힐즈
- 스쿨 어택
- 빅뱅
- 모스트 원티드
- 클래스업
- 우사비치
- 소녀시대
- MTV 카운트다운
- 트레저 아일랜드
- 핌프 마이 라이드
- 라이브 와우 스폐셜
- Studio C

#### MTV
- Behind The Music
- MTV World Stage
- Pop Divas
- 듀드슨 (The Dudesons)
- 펑크드 (Punk'd)
- 헐리우드 액세스 (Hollywood Access)
- 패리스 힐튼 BFF
- The City
- MTV The Hills
- MTV 탑 초이스 (International)
- 핌프 마이 라이드 (Pimp My Ride)
- 사상 최악의 데이트 (Disaster Date)
- 제시카 심슨의 Price of Beauty
- 저지 쇼어 (Jersey Shore)
- Best Dance Crew
- 보일링 포인트 (Boiling Points)
- 메이킹 더 비디오
- 모스트 원티드
- TOP 20
- SBS MTV Hits
- 포미닛 친구 데이
- 스타의 과거
- 락엠하드
- 원더걸스
- SBS MTV Heroes
- 비스트 (B2ST)
- 아이돌 유나이티드 (Idol United)
- SBS MTV Studio C
- MATCH UP
- 틴탑의 뜬다 백퍼
- 다이어리
- 타다! 잇츠 비에이피
- MTV The M
- MTV Movie
- The Osbournes
- MTV World Stage
- The X Effect
- MTV 얼티밋
- 스노우 파라다이스
- MTV The Stage
- Girls On Top
- MTV Class Up
- MTV 24
- MTV 스페셜
- Week in Rock
- Classic MTV
- MTV Time Out
- MTV 스포츠
- MTV House Of Style
- MTV Most Wanted
- MTV Unplugged
- MTV US Top20
- MTV Pulse
- MTV James
- MTV Grind
- MTV Asia Hit List
- MTV 얼터너티브 네이션
- MTV In Control
- MTV Fresh
- MTV Party Zone
- MTV Music Knowhow
- MTV Korea hitlist
- MTV FreeStyle